# Полуденовка (Томская область)
Полуденовка — деревня в Верхнекетском районе Томской области, Россия. Входит в состав Белоярского городского поселения.
Население — ↘90 (2021).

## География
Деревня расположена в 6 км западнее Белого Яра, чуть севернее трассы, соединяющей райцентр с городом Колпашево. К северу от Полуденовки находятся многочисленные протоки, курьи и озёра, связанные с рекой Кеть. Ближайший из таких водоёмов — озеро Конное.

## Население
| 2002 | 2010 | 2012 | 2013 | 2014 | 2015 | 2016 |
| ---- | ---- | ---- | ---- | ---- | ---- | ---- |
| 136  | ↘115 | ↘108 | ↗110 | ↗118 | ↘115 | ↘112 |
| 2017 | 2018 | 2019 | 2020 | 2021 |      |      |
| →112 | ↘111 | ↗113 | ↗114 | ↘90  |      |      |

## Местное самоуправление
Глава поселения — Владимир Леонидович Минеев.

## Социальная сфера и экономика
Ближайшие школа, больница, дом культуры и библиотека находятся в Белом Яре.
Основа местной экономической жизни — лесное и сельское хозяйство.